# Mikhaïl Zousko
Mikhaïl Stepanovitch Zousko (en russe : Михаил Степанович Зусько), né le 24 mai 1972, est un officier de l'Armée de terre russe, commandant de la 58e armée interarmes du district militaire du Sud depuis août 2020, lieutenant-général depuis 2021.

## Biographie
Zousko est né le 24 mai 1972 dans le village de Vetly, dans la région de Volhynie dans le Nord-Ouest de l'Ukraine.
En 1989, il est cadet de la 3e compagnie dans l'École supérieure de commandement aéroporté de Riazan, dont il est diplômé de l'université en 1993. Il grimpe les échelons de commandant de peloton jusqu'à commandant d'armée, avec de l'expérience dans la résolution de tâches complexes. Il est responsable pour protéger les frontières sud de la fédération de Russie dans la région du Caucase du Nord et dans la direction stratégique du sud-ouest. En 2014 il est le commandant du 1er corps d'armée de Russie. Depuis août 2020, il est commandant de la 58e armée interarmes du district militaire Sud.
De juillet 2019 à août 2020, il commande la 49e armée interarmes de la région militaire sud.
Depuis août 2020, il est commandant de la 58e armée interarmes dans le district militaire Sud, poste dans lequel il remplacé en septembre 2022 par Ivan Popov.
Par décret du président de la fédération de Russie du 11 juin 2021, il reçoit le grade militaire de lieutenant-général.

## Décorations
- Ordre d'Alexandre Nevski
- Ordre "Pour le mérite de la patrie" 4e classe avec des épées
- Ordre du mérite militaire
- Médaille de l'Ordre "Pour le Mérite de la Patrie", 1re classe
- Médaille de l'Ordre "Pour le Mérite de la Patrie" 2e classe avec épées
- Médaille "Pour distinction dans le service militaire", 1re classe
- Médaille "Pour distinction dans le service militaire", 2e classe
- Médaille "Pour distinction dans le service militaire" 3e classe
- Médaille de distinction en service dans les forces terrestres
- Médaille "Général d'armée Margelov"
- Médaille "Participant à l'opération militaire en Syrie"
- Médaille Exercices de commandement stratégique et d'état-major "Caucase - 2012"
- Médaille de fidélité à la confrérie des parachutistes
- Médaille 80 ans des Forces Aéroportées.